# Julian Roosevelt
Julian Kean „Dooley“ Roosevelt (* 14. November 1924 in New York City; † 28. März 1986 in Glen Cove) war ein US-amerikanischer Segler.

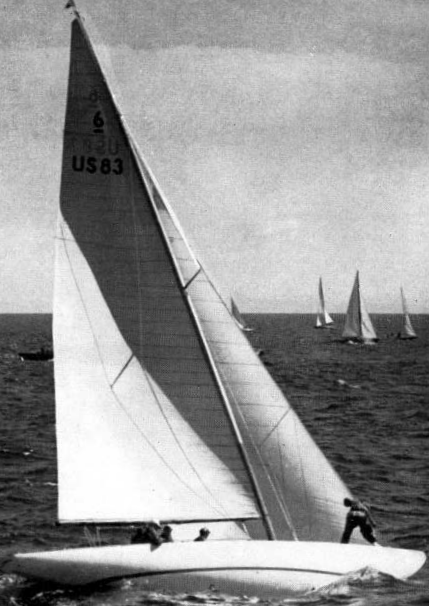
6mR Yacht Llanoria, US 83, Goldmedaille 1952

## Erfolge
Julian Roosevelt gab sein Olympiadebüt bei den Olympischen Spielen 1948 in London, als er in der Drachen-Klasse mit der Rhythm den elften Platz belegte. In der 6-Meter-Klasse trat er vier Jahre später bei den Olympischen Spielen 1952 in Helsinki an und wurde in dieser Olympiasieger. Er war dabei Crewmitglied der Llanoria unter Skipper Herman Whiton. Der Llanoria gelangen in sieben Wettfahrten unter anderem drei Siege, sodass sie die Regatta mit 4870 Gesamtpunkten vor der von Finn Ferner angeführten Elisabeth X aus Norwegen und der Ralia aus Finnland mit Skipper Ernst Westerlund auf dem ersten Platz beendete. Emelyn Whiton ersetzte in einer Wettfahrt John Morgan, während die übrigen Crewmitglieder Everard Endt und Eric Ridder alle Wettfahrten bestritten. 1956 kam er in Melbourne als Reservist nicht zum Einsatz, war aber als Schiedsrichter und Vorsitzender des Rennkomitees der 5,5-Meter-Klasse tätig.
Roosevelt, der entfernt mit US-Präsident Theodore Roosevelt verwandt war, besuchte bis 1943 die Phillips Exeter Academy und schloss 1950 ein Studium an der Harvard University ab. Nachdem er bereits im Sommer 1942 in der Handelsmarine gedient hatte, verbrachte er die übrigen Jahre während des Zweiten Weltkriegs zunächst bei der Küstenwache und schließlich bei der Navy. Er wurde Investmentbanker und stieg bei Sterling Grace & Company bis zum Vice President auf. Parallel war er auch als Sportfunktionär aktiv: 1965 wurde er Schatzmeister beim United States Olympic Committee, 1974 wurde er zum Mitglied des Internationalen Olympischen Komitees gewählt. Dort war er von 1982 bis zu seinem Tod 1986 im Executive Board aktiv. Während seiner Zeit beim IOC setzte er sich vehement für die Beibehaltung der Amateurregeln und die Unabhängigkeit der olympischen Bewegung ein.
Er starb an Leberkrebs und hinterließ zum Zeitpunkt seines Todes seine zweite Ehefrau Margaret, drei Söhne und eine Tochter sowie drei Enkel.